# کتابخانه عمومی سینسینتی و شهرستان همیلتون
کتابخانه عمومی سینسینتی و شهرستان همیلتون (به انگلیسی: Public Library of Cincinnati and Hamilton County) تأسیس ۱۸۵۳ نام یک سامانه کتابخانه‌ای بزرگ در ایالات متحده آمریکا است. این مؤسسه در سینسینتی قرار دارد.
سیستم کتابخانه این مؤسسه با بیش از ۹٬۲۶۱٬۲۵۹ عنوان کتاب در زمره بزرگترین مراکز کتابخانه‌ای کشور آمریکا محسوب می‌شود.